# Драка

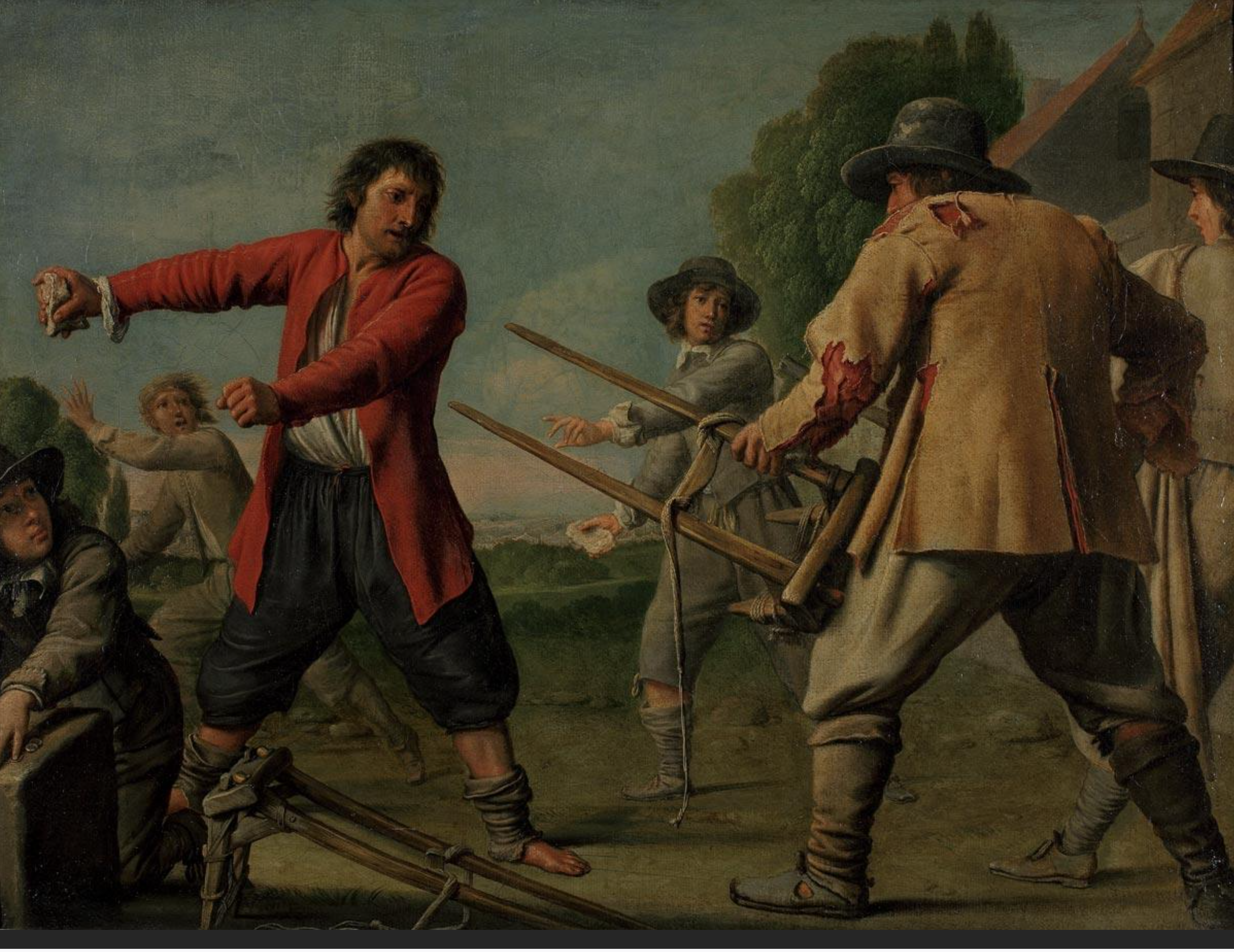
«Драка» (Мастер Процессий, 1660 год).

Дра́ка — столкновение двух или более людей без оружия, либо с применением холодного оружия (ножи, топоры), или предметов, используемых в качестве оружия (камни, куски арматуры, заточки, обрезки труб, кастеты и т. п.), с причинением побоев и (или) вреда здоровью различной степени тяжести.
Чаще всего драка представляет собой негативное социальное явление. Возникновение драк обусловлено трудно разрешимыми конфликтами, хулиганскими побуждениями и плохо осознаваемой агрессией, которую надо куда-то выплеснуть. В образовательных учреждениях драка расценивается как нарушение дисциплины, в войсках — как проявление неуставных отношений.
С точки зрения права драка представляет собой противоправное поведение, оценивается как административное правонарушение (хулиганство) или как преступление различной степени тяжести в зависимости от последствий (побои, причинение вреда здоровью небольшой, средней тяжести, тяжкого вреда, неосторожное причинение смерти, убийство). Расследование преступлений, совершенных в драке, осложняется тем, что трудно установить, кто конкретно нанес те или иные удары, причинил те или иные повреждения.

## История

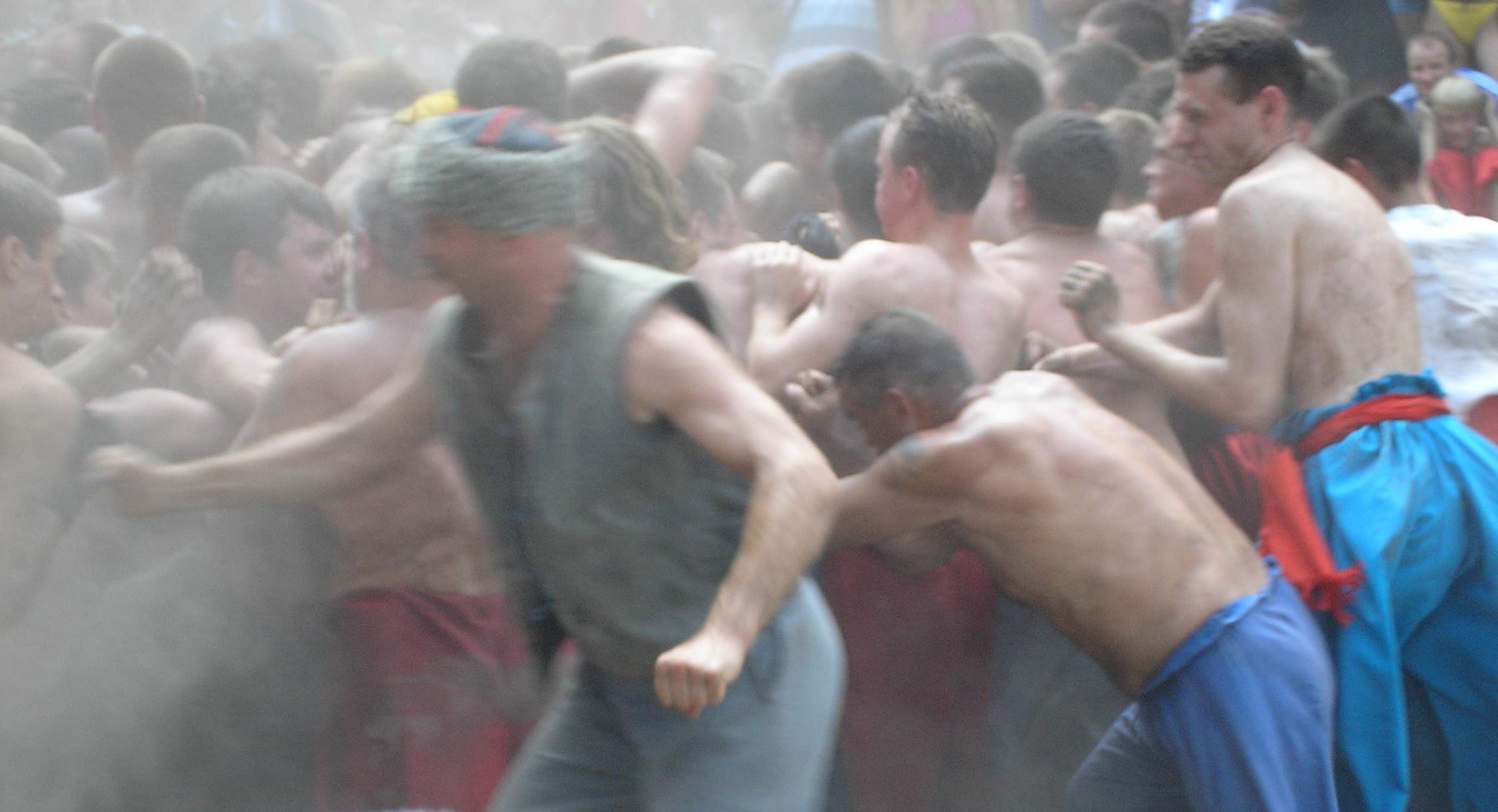
Главный кулачный бой на казацком фестивале на о. Хортица

Драка как элемент общественных отношений имеет давнюю традицию в культуре различных народов, включая и тех, что жили на территории современной России. Бои происходили обыкновенно в сёлах в праздничные дни, зимой чаще всего на льду. Сначала пускали вперед застрельщиков, мальчишек. За ними группировались более взрослые, но главная партия противников, особенно известные по своей силе и искусству бойцы, оставалась в резерве.
Существовало множество видов кулачных боёв, и правила существенно варьировались. Бытовали как индивидуальные бои, так и бои «стенка на стенку». В стеночном бою было запрещено бить по голове, особенно в лицо и лежачего. В некоторых случаях соперники должны были быть в рукавицах и запрещалось класть в них тяжёлые предметы.